# Corsoncus minori
Corsoncus minori là một loài tò vò trong họ Ichneumonidae.